# Estádio LFF
O Estádio LFF (em lituano: LFF stadionas), anteriormente conhecido como Estádio Vėtra é um estádio de futebol localizado em Vilnius, Lituânia.
Foi o primeiro estádio de futebol inaugurado na Lituânia após a era soviética, tendo recebido sua primeira partida em 2004, e a partir do ano de 2005, começou a receber partidas da Seleção Lituana de Futebol. Na década de 2010, foi remodelado, recebendo grama sintética e um sistema de iluminação moderno. Um ano após, antes de uma partida contra a Malta, um novo placar eletrônico foi inaugurado.
Desde 2012, é a casa oficial da Seleção Lituana e do clube FK Žalgiris Vilnius. Sua capacidade é de 11.507 espectadores